# 阿仁川
阿仁川（あにがわ）は、秋田県を流れる米代川水系の一級河川である。米代川水系の支流の中では流路延長、流域面積ともに最大である。

## 地理
秋田県北秋田市南部の仙北市との境に位置する椈森（標高1,016m）に源を発した打当川が、北秋田市阿仁長畑で比立内川を合わせて阿仁川となり、秋田内陸縦貫鉄道秋田内陸線、国道105号と並行して北へ流れる。小又川、小阿仁川などの支流を合わせた後、鷹巣盆地の西部で本流の米代川に合流する。
現在の阿仁比立内から阿仁前田までの阿仁川本流は、かつて、大又川と呼ばれていて、大又川が小又川と合流する阿仁前田から下流を阿仁川としていたが、昭和30年代に、大又川が阿仁川に変更された。

## 支流
- 比立内川
- 小様川
- 小又川
- 小阿仁川

## 主な橋梁
- 米内沢橋 （秋田県道3号二ツ井森吉線）
- 萱草大橋（国道105号）
- 大又川橋梁（秋田内陸縦貫鉄道）

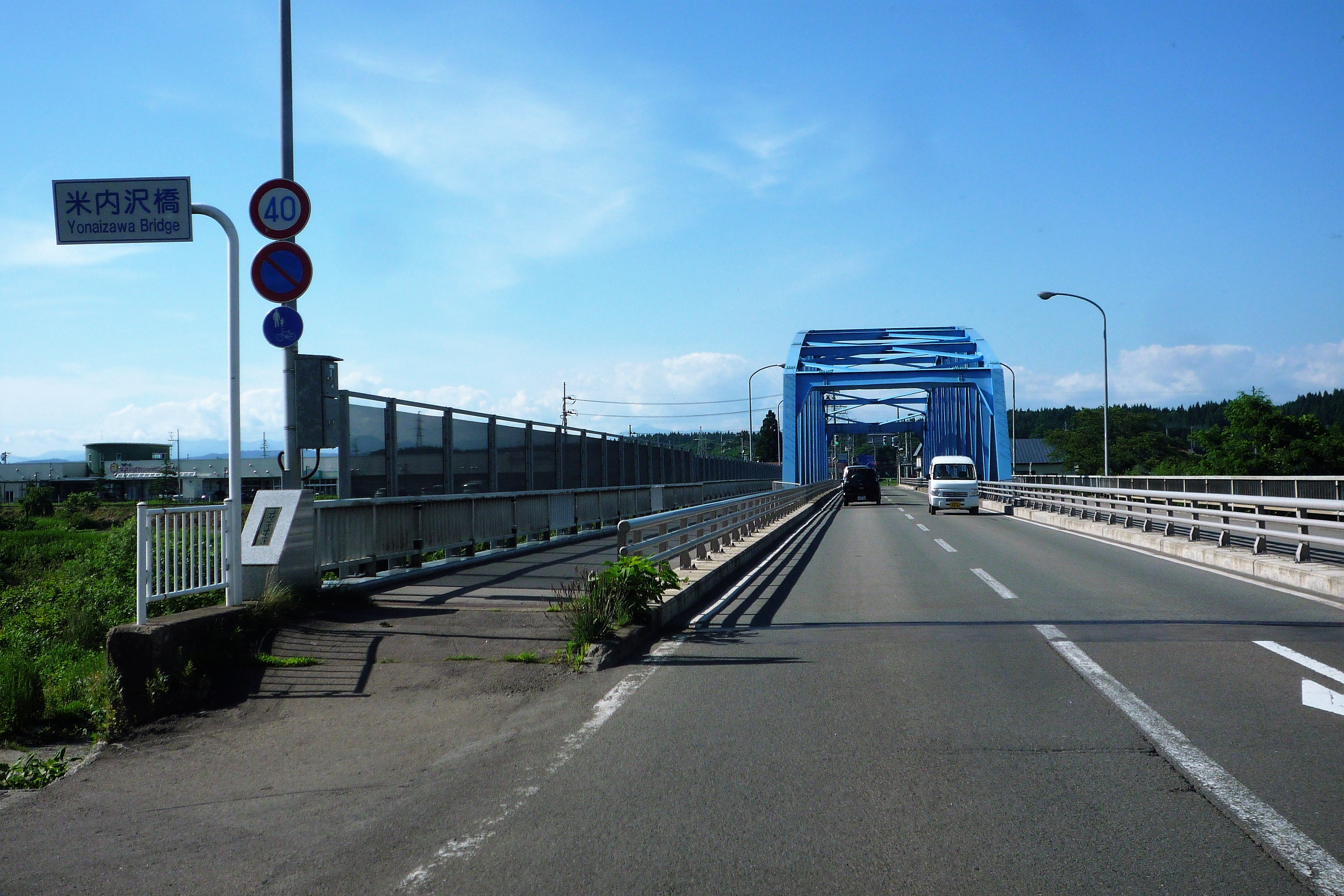
米内沢橋
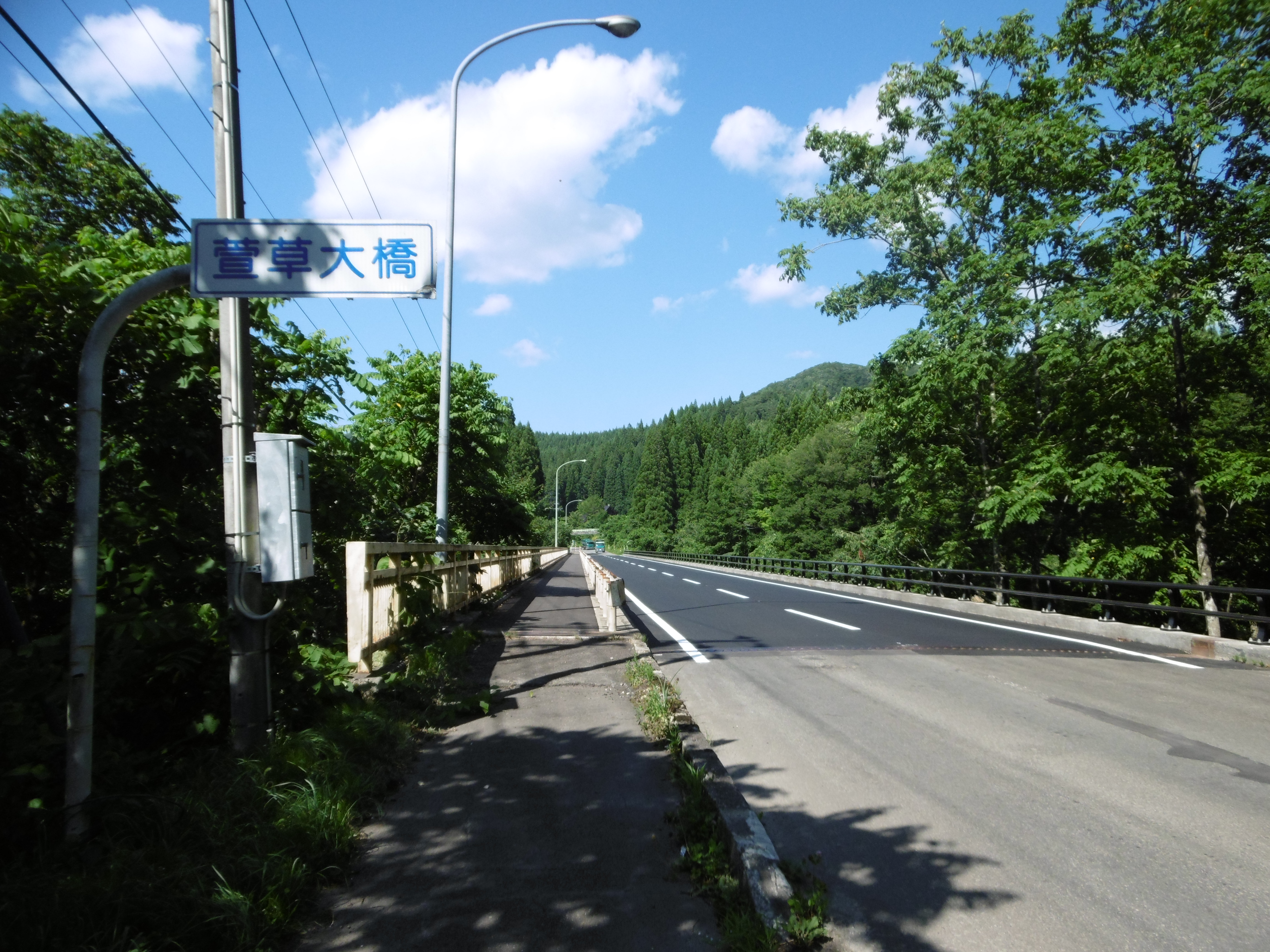
萱草大橋
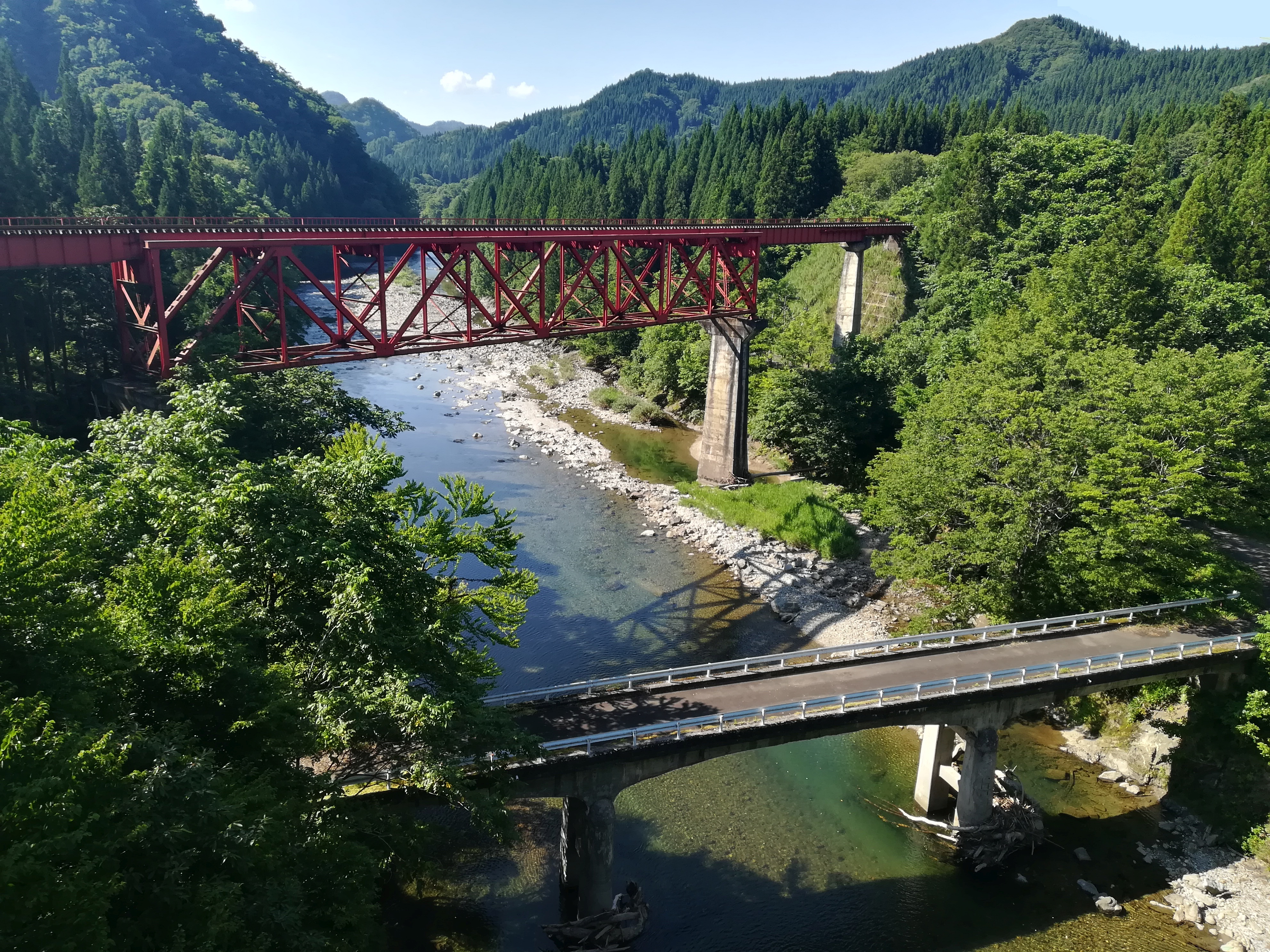
大又川橋梁と旧国道

## 流域の自治体
秋田県
北秋田市、能代市